# 長野具藤
長野具藤（日语：ながの ともふじ；1552年（天文21年）—1576年12月15日（天正4年11月25日）），是日本戰國時代的武將、伊勢國大名北畠具教的次子，後過繼入長野氏成為第16代當主。

## 生平
永祿元年（1558年）在父親北畠具教跟中伊勢的長野氏和睦後，長野氏變相被北畠家併入帳下，具教將次子次郎過繼第15代當主長野藤定養子，拜領長野家的「藤」字跟北畠家的「具」字，取名為長野具藤，繼承長野氏的家督之位。之後統率長野軍，隨父親北畠具教在永祿2年（1559年）進攻赤堀氏跟關氏，但以敗北收場。
永祿11年（1568年），織田信長統領大軍侵入伊勢，儘管長野具藤決定徹底抗戰，卻和長野氏一族中主張和織田家和睦的細野藤敦發生對立，結果長野具藤遭到細野藤敦擊敗而逃亡到多芸城，長野氏在永祿11年（1568年）投降了織田信長，迎入信長之弟織田信包繼承為長野氏當主。
天正4年（1576年）11月25日的三瀨之變中，織田信雄將長野具藤（具教次男）・北畠親成（具教三男）跟坂内具義（具教娘婿）招致田丸城殺害，享年25。